# Alan Harper (arcebispo)
Alan Edwin Thomas Harper, OBE (Tamworth, 20 de março de 1944) é um clérigo anglicano inglês e foi Arcebispo de Armagh e Primaz de Toda Irlanda da Igreja da Irlanda de 2007 a 2012.

## Biografia
Alan Harper foi educado na Moorgate County Primary School e, em seguida, na The Grammar School of Queen Elizabeth, Queen of England, Tamworth, Staffordshire. Formou-se em geografia pela Universidade de Leeds em 1965. Durante o ano letivo de 1965/66, foi Curador de Mapas da Universidade e Bibliotecário Departamental no Departamento de Geografia da Universidade de Leeds. Foi nomeado membro do Serviço Arqueológico da Irlanda do Norte (posteriormente Inspetoria de Monumentos Históricos) em julho de 1966, como oficial de campo, e posteriormente se tornou inspetor sênior de monumentos históricos. Em 1974, assumiu o cargo de Assistente Principal de Planejamento (Arqueologia e Meio Ambiente) no Departamento de Planejamento do Conselho do Condado de Staffordshire, antes de ir estudar teologia.
Atraído pelo ministério, ele ingressou em 1975 no Trinity College Dublin, obtendo o Testimonium in Divinity em 1978; foi ordenado diácono em 1978 e sacerdote em 1979. Iniciou seu ministério começou como assistente de vigário de Ballywillan, na diocese de Connor. Em 1980, ele se mudou para a diocese de Derry para assumir o cargo de pastor de Moville e depois se tornou pastor da Christ Church Londonderry de 1982 a 1986. Retornando à diocese de Connor e à área de Belfast, Harper assumiu a diocese de Malone de 1986 a 2002. De 1999 a 2002, ele também foi arquidiácono de Connor e precentor da Catedral de Santa Ana, em Belfast.
Reverendo Harper foi nomeado Presidente do Conselho de Monumentos Históricos da Irlanda do Norte de 1988 a 1995, do qual já era membro desde 1980. Em 1996, foi nomeado Oficial do Império Britânico por Serviços à Conservação na Irlanda do Norte. Ele é casado com Helen e tem quatro filhos e dez netos.

### Episcopado
Reverendo Alan Harper foi eleito bispo de Connor pelo Colégio Eleitoral em 17 de dezembro de 2001. Foi consagrado na Catedral de Santa Ana, Belfast, em 18 de março de 2002, e entronizado na Catedral de Christ Church, Lisburn, em 25 de abril.
Foi anunciado em 10 de janeiro de 2007 como 104º Arcebispo de Armagh e Primaz de Toda Irlanda, na Catedral de São Patrício, em Dublin, pelo Reverendíssimo Dr. John Neill, Arcebispo de Dublin. A Câmara dos Bispos decidiu que a eleição do Bispo Harper entraria em vigor a partir de 2 de fevereiro seguinte. Ele sucedeu o Dr. Robin Eames, que se aposentou em dezembro de 2006 após 20 anos à frente da igreja.
Harper se tornou o primeiro arcebispo de Armagh nascido na Inglaterra desde que a Igreja da Irlanda deixou de ser a igreja do Estado em 1869. Diante de sua eleição, veículos da mídia o consideravam liberal em diversas questões sociais, mas também tradicional em sua abordagem à liturgia e à igreja. Ele foi considerado uma escolha "segura". Harper foi entronizado na Catedral de São Patrício, em Armagh, em 16 de março de 2007.
Pouco após iniciar seu governo em Armagh, o Primaz da Igreja da Irlanda criticou a arrogância de ambos os lados do debate sobre a ordenação gay, que, segundo ele, estava torturando a Comunhão Anglicana mundial. Também criticou um documento do Vaticano por não se concentrar nos obstáculos católicos romanos para melhores relações intereclesiais.

Em 2008, Harper disse que se for comprovado que a homossexualidade é biologicamente predeterminada, sua igreja teria que permitir uniões gays.  Ao discursar em uma conferência anglicana em Swanwick, Inglaterra, pediu aos membros da igreja que retornassem aos princípios fundamentais da fé para resolver a controvérsia sobre casamentos gays. O Arcebispo de Armagh disse que se a palavra “razão” fosse aplicada aos textos bíblicos que parecem condenar a homossexualidade, uma interpretação diferente seria encontrada. Segundo ele, era importante distinguir partes da Bíblia que eram consideradas a palavra direta de Deus e outros elementos que eram interpretações humanas de seus ensinamentos no contexto da época. Ainda em seu comentário:
Se a Igreja adotasse a visão de que a criação do cosmos ocorreu na escala de tempo sugerida no Gênesis, muitos de nós consideraríamos essa abordagem inaceitável. [...] Seria muito estranho se, com o mesmo nível de informação sobre questões relacionadas à homossexualidade, não incorporássemos isso à nossa compreensão da própria criação. É exatamente isso que Hooker diz. Ele diz que a criação é uma visão do Criador e que todo conhecimento é precioso.
O Sínodo Geral da Igreja da Irlanda em 2012 debateu sobre os danos causados pelas igrejas a pessoas LGBT. Arcebispo Harper disse:
A segunda moção [discutida] reconhece abertamente a mágoa e a lesão sofridas às vezes por lésbicas e gays como resultado das palavras e ações de membros da Igreja. Ela articula o compromisso da Igreja da Irlanda em ser sensível às necessidades pastorais de gays e lésbicas e em oferecer um lugar seguro e acolhedor para todos.
Contudo, antes de sua aposentadoria, em março de 2012, o Arcebispo Harper assinou uma declaração com o Arcebispo de Dublin, Dr. Michael Jackson, enfatizando que “a posição da Igreja sobre o casamento como sendo a união de um homem e uma mulher permanece constante”. A declaração foi afirmada depois de uma conferência especial da Igreja da Irlanda, convocada em razão da revelação no fim do ano anterior, de que o reitor de Leighlin havia firmado uma união civil com seu parceiro de longa data.
O arcebispo foi Presidente dos Governadores e Guardiões da Armagh Robinson Library, de 2007 a 2012. Em 2011, o Reverendíssimo Alan Harper e um reitor de Dublin foram nomeados para o Comitê Diretor da Consulta Litúrgica Anglicana Internacional, que se reuniu na Catedral de Canterbury. Eles serviram por dois mandatos. O Arcebispo também foi nomeado pelo Comitê Permanente da Comunhão Anglicana como representante da Reunião de Primazes.
Em junho de 2012, o arcebispo Alan Harper, anunciou que se aposentaria em outubro daquele ano. Continuou a exercer todos os deveres e responsabilidades do Arcebispo de Armagh e Primaz de Toda a Irlanda normalmente até 30 de setembro de 2012; sua decisão passou a vigorar em 1 de outubro.